# Petita Taca Fosca

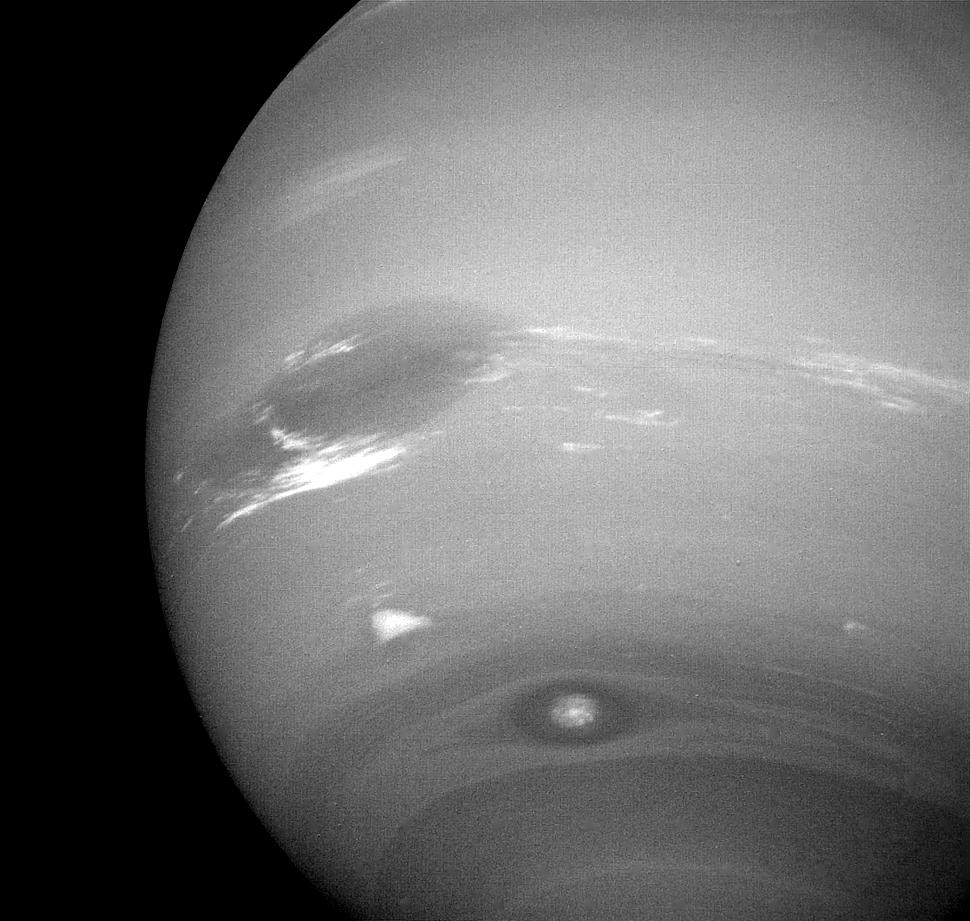
La Gran Taca Fosca (a dalt), el Scooter (núvol blanc del mig) i la Petita Taca Fosca (a baix).

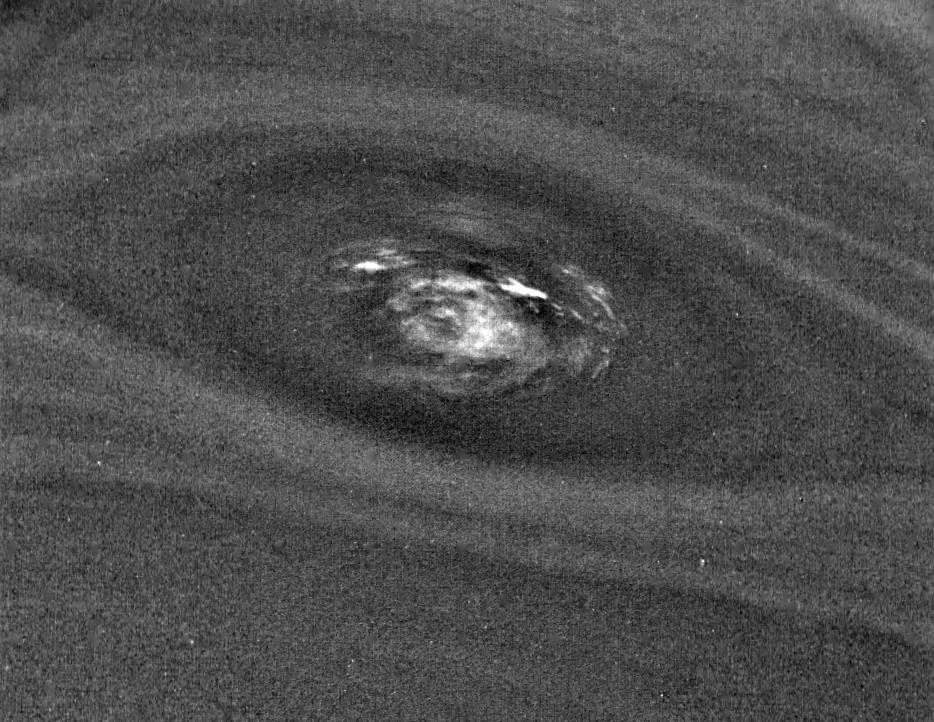
A high-resolution view of the Small Dark Spot

La Petita Taca Fosca (en anglès Small Dark Spot), de vegades anomenada Taca Fosca 2, va ser un cicló del planeta Neptú. Va ser la segona tempesta més intensa al planeta el 1989, quan la Voyager 2 va sobrevolar el planeta, sent observada per l'espectròmetre infraroig. La taca girava en sentit horari. Va desaparèixer el 1994.